# Glenea corona
Glenea corona là một loài bọ cánh cứng trong họ Cerambycidae.